# Курґ'ярве
Курґ'ярве (ест. Kurgjärve) — село в Естонії, входить до складу волості Риуге, повіту Вирумаа.